# چیس (مجموعه تلویزیونی)
چـِیس (به انگلیسی: The Chase) یک مجموعهٔ تلویزیونی درام بریتانیایی است که مابین سال‌های ۲۰۰۶ تا ۲۰۰۷ از شبکهٔ بی‌بی‌سی وان پخش شد. این مجموعهٔ تلویزیونی دربارهٔ یک خانواده است که یک کلینیک دامپزشکی به نام «چـِیس» دارند و وقایع و مسائلی است که برایشان پیش می‌آید. این سریال در کشورهای استرالیا، نیوزیلند، هلند، کره جنوبی و تایلند نیز پخش شد.

## بازیگران
- گینور فی
- نیکلاس گلیوز
- لیام گریگان
- کریستین کوک
- فیلیپ جکسون
- گای هنری
- آدام کرواسدل
- کیت بارون